# Tom Wood
Tom Wood é um especialista em efeitos especiais inglês. Como reconhecimento, foi nomeado ao Oscar 2016 na categoria de Melhores Efeitos Visuais por Mad Max: Fury Road.